# آرو (شرکت)
آرو (انگلیسی: ARO؛ مخفف Auto Romania) یک تولیدکنندهٔ خودروهای بیابانگرد رومانیایی بود که در کمپولون واقع شده بود. اولین خودروهای آرو در سال ۱۹۵۷ و آخرین آن‌ها در سال ۲۰۰۳ تولید شدند. خودروهای ساخت آرو که مجهز به موتور دایهاتسو بودند، برای مدت کوتاهی در پرتغال تولید می‌شدند و در اسپانیا به فروش می‌رسیدند. خودروهای آرو در ایتالیا با نام تجاری ای‌سی‌ام تولید و فروخته می‌شدند که اغلب به موتورهای فولکس‌واگن مجهز بودند.